# Stade Neerstalle
 (avril 2025).
Le stade de la Chaussée de Neerstalle est un stade de football situé à Uccle en Belgique.

Il héberge actuellement le club de football Léopold FC (matricule 5).